# 구본홍
구본홍(具本弘, 1948년 6월 5일 ~ )은 대한민국의 언론인이다. 대구에서 출생하였다.
2015년 5월부터 아시아투데이 부회장으로 재직하고 있다.

## 학력
- 1968년 경남고등학교 졸업
- 1974년 고려대학교 정치외교학과 졸업

## 경력
- 1974년 ~ 1993년 4월 : MBC 보도국 기자
- 1989년 : MBC 뉴스데스크 주말 남자앵커
- 1992년 4월 ~ 1993년 4월 : MBC 보도국 북한부 부장
- 1993년 4월 ~ 1995년 8월 : MBC 보도국 정치부 부장
- 1995년 8월 ~ 1996년 9월 : MBC 해설위원실 해설위원
- 1996년 9월 ~ 1998년 3월 : MBC 보도국 부국장
- 1998년 3월 ~ 1999년 3월 : MBC 해설위원실 해설위원
- 1999년 3월 ~ 1999년 12월 : MBC 보도제작국 국장
- 1999년 12월 ~ 2000년 3월 : MBC 해설위원실 해설위원
- 2000년 3월 ~ 2001년 3월 : MBC 해설위원실 주간
- 2001년 3월 ~ 2003년 3월 : MBC 경영본부 본부장
- 2003년 3월 ~ 2005년 3월 : MBC 보도본부 본부장
- CTS기독교TV 부사장
- 2005년 8월 ~ 2008년 7월 : 고려대학교 언론대학원 석좌교수
- 2007년 12월 : 제17대 대통령직인수위원회 자문위원
- 2008년 7월 ~ 2009년 8월 3일 : YTN 대표이사 사장
- 2010년 5월 ~ 2013년 5월 : CTS기독교TV 사장
- 2015년 5월 ~ : 아시아투데이 상근부회장
- 2022년 ~ :  제6대 아시아기자협회 이사장